# Лендесс (Індіана)
Лендесс (англ. Landess) — переписна місцевість (CDP) в США, в окрузі Грант штату Індіана. Населення — 153 особи (2020).

## Географія
Лендесс розташований за координатами 40°36′46″ пн. ш. 85°33′34″ зх. д. / 40.61278° пн. ш. 85.55944° зх. д. (40.612670, -85.559454).  За даними Бюро перепису населення США в 2010 році переписна місцевість мала площу 3,61 км², уся площа — суходіл.

## Демографія
Згідно з переписом 2010 року, у переписній місцевості мешкало 188 осіб у 70 домогосподарствах у складі 55 родин. Густота населення становила 52 особи/км².  Було 75 помешкань (21/км²).
Расовий склад населення:
| - 97,3 % — білих - 2,1 % — осіб інших рас |

До двох чи більше рас належало 0,5 %. Частка іспаномовних становила 2,7 % від усіх жителів.
За віковим діапазоном населення розподілялося таким чином: 27,7 % — особи молодші 18 років, 61,7 % — особи у віці 18—64 років, 10,6 % — особи у віці 65 років та старші. Медіана віку мешканця становила 40,0 року. На 100 осіб жіночої статі у переписній місцевості припадало 126,5 чоловіків;  на 100 жінок у віці від 18 років та старших — 112,5 чоловіків також старших 18 років.
За межею бідності перебувало 2,7 % осіб, у тому числі 0,0 % дітей у віці до 18 років та 0,0 % осіб у віці 65 років та старших.
Цивільне працевлаштоване населення становило 157 осіб. Основні галузі зайнятості: роздрібна торгівля — 38,2 %, виробництво — 33,8 %, освіта, охорона здоров'я та соціальна допомога — 21,7 %.